# Apparitions mariales de Međugorje
Les apparitions mariales de Međugorje auraient lieu à Međugorje ou Medjugorje (prononciation /ˈmɛdʑu.ɡɔːrje/ selon l'API ou /méh’-djou-gor-yéh/), une paroisse catholique de la municipalité de Čitluk en Bosnie-Herzégovine. La Vierge Marie y apparaîtrait quotidiennement à six Croates d'Herzégovine depuis le 24 juin 1981, selon trois des voyants.
La Conférence des évêques de Yougoslavie rend un jugement de « non constat de supernaturalitate » en 1991. Le pape François autorise en 2019 l'organisation de pèlerinages par souci pastoral. Le 19 septembre 2024, le Dicastère pour la Doctrine de la foi prononce un « nihil obstat » et émet un avis positif sur l'expérience spirituelle vécue par les pèlerins de Međugorje, sans toutefois se prononcer sur la réalité des apparitions. Les messages attribués à la Vierge sont désormais soumis au contrôle du Saint-Siège avant publication.

## Histoire des apparitions
L'histoire des apparitions débute en 1981. À l'époque, la Yougoslavie est sous régime communiste athée, et Međugorje est la réunion de quelques hameaux qui vivent essentiellement du tabac, de la vigne et de l'élevage. La paroisse de Međugorje est à la charge pastorale des franciscains, historiquement influents dans cette région (l'Herzégovine).
Selon le Dictionnaire des « apparitions » de la Vierge Marie (ouvrage collectif réalisé sous la direction de René Laurentin et Patrick Sbalchiero), le mercredi 24 juin 1981 dans l'après midi, deux jeunes filles âgées de 15 et 16 ans, Ivanka Ivanković et Mirjana Dragićević habitant Sarajevo, en vacances dans la maison familiale, vont se promener sur la colline du Podbrodo, à plus d'un kilomètre de l'église paroissiale de Medjugorje. Elles s'y détendent en écoutant de la musique et en fumant des cigarettes. De retour à l'entrée du village, elles perçoivent à leur droite sur la colline, à 200 mètres environ, une silhouette lumineuse. Ivanka Ivanković dit reconnaître la Gospa, « Notre-Dame » en croate. Mirjana Dragićević, quant à elle, doute de l'identité de la silhouette aperçue. Prises de crainte, elles s'enfuient.
Elles y retournent cependant le jour-même vers 18 heures 30, accompagnées de Milka Pavlović, 14 ans, qui vient ramener des moutons parqués dans une lande à 400 mètres du village. Les trois adolescentes longent la colline sans rien voir de particulier, mais à l'entrée du village, Ivanka Ivanković se dit à nouveau témoin du phénomène. Elles sont rejointes par Vicka Ivanković, 16 ans, retenue le matin par un examen de rattrapage à l'école de Mostar, qu'une sieste a fait rater la première promenade. Elle « voit » elle aussi, à 100 mètres de distance. Elle rencontre Ivan Dragićević (16 ans) et Ivan Ivanković (20 ans). Ils « voient » eux aussi. Le premier saisi de crainte se sauve, tandis que le second, perplexe, ne reviendra pas sur les lieux. Les quatre filles, Ivanka, Mirjana, Milka et Vicka observent la silhouette lointaine, une femme qui semble porter au bras droit un enfant et paraît leur faire signe d'approcher, ce qu'elles ne feront pas.
Le lendemain, le jeudi 25 juin, Ivanka, Mirjana, Vicka, Jacov Čolo (10 ans) et Marija Pavlović, 16 ans, sœur de Milka, mais sans cette dernière, reviennent sur les lieux. Ils escaladent très rapidement la colline malgré les pierres et les ajoncs. Ivan Dragićević, venu par un autre chemin, les rejoint. « Le groupe des six voyants est ainsi définitivement constitué. »
Or, d'autres sources provenant principalement des dix-sept interrogatoires des visionnaires enregistrés les 27, 28, 29 et 30 juin 1981 contredisent certains points. Ainsi, Ivan Ivanković a lui-même déclaré le 18 mai 1986 qu'il n'avait jamais vu la Vierge : « Lorsque le père Milan Mikulić [...] eut demandé à Ivan s'il avait vu la Gospa le 24 juin 1981, ce dernier lui répondit : "Je vous ai dit hier que je ne l'avais jamais vue !" ». De même, Ivan Dragićević ne dit pas dans ses premières déclarations qu'il a vu la Vierge portant un enfant mais simplement : « une lumière ». Il n'était pas non plus présent le deuxième jour : « Le premier soir j'étais avec elles. Le deuxième soir, je n'y étais pas. » et « Le deuxième soir, je n'y suis pas allé. Je travaillais aux champs, je ramassais les feuilles de tabac. »
Après avoir entendu le récit, et d'abord suspicieux, Jozo Zovko (hr), curé de la paroisse, croira relativement vite à l'authenticité de ces apparitions. Dans le contexte politique de l'époque, cette histoire n'est pas prise à la légère par le pouvoir communiste. Le père Jozo est arrêté et condamné à trois ans de prison. Il est relâché un an et demi après. Très vite, des pèlerins commencent à affluer du monde entier. Des scientifiques et des théologiens (comme le père René Laurentin, spécialiste en mariologie) s'intéressent au phénomène et finalement le pouvoir relâche la pression.

### Lieux successifs des apparitions

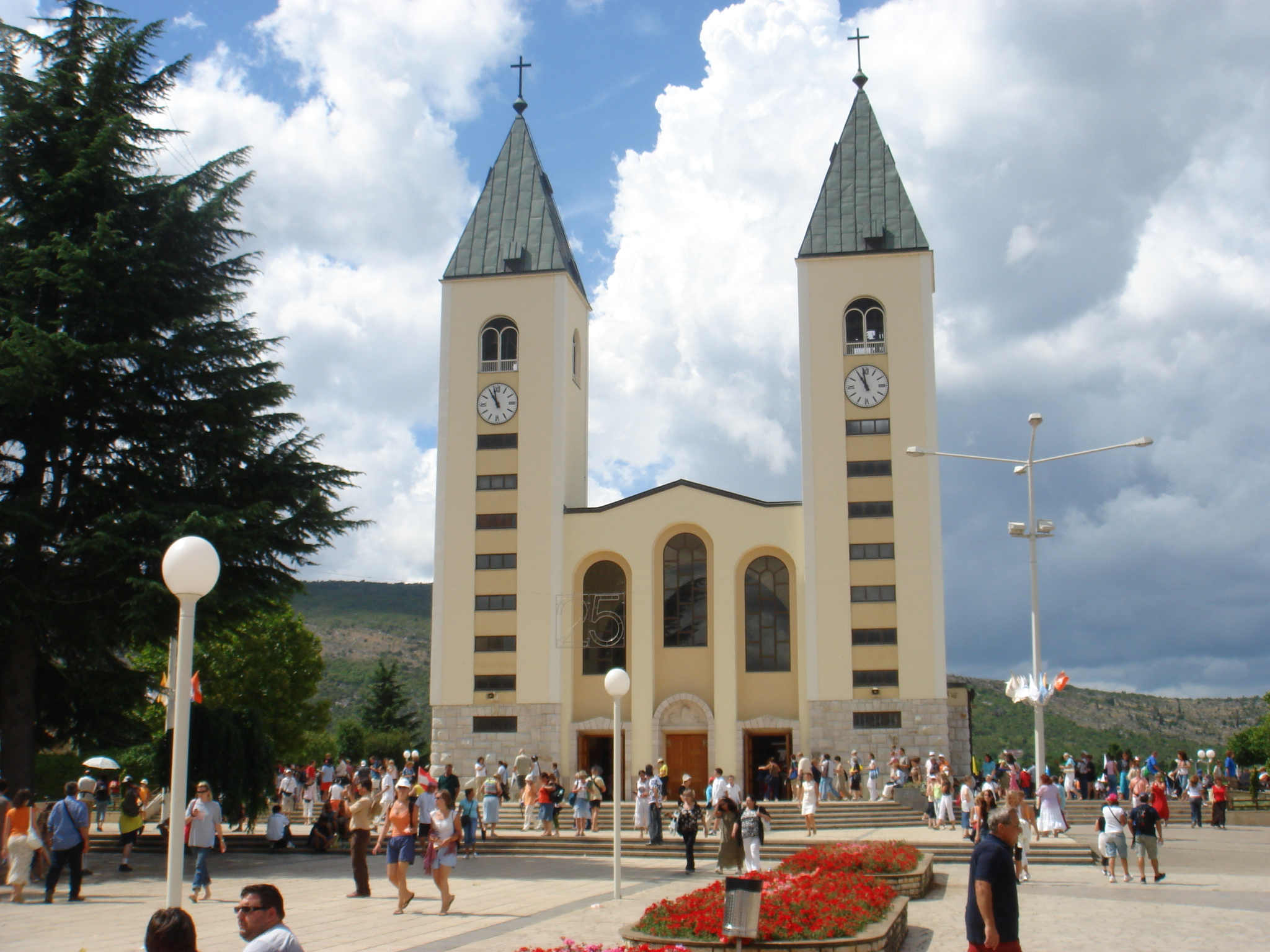
Église Saint-Jacques de Međugorje.

Du 24 au 29 juin 1981, les apparitions ont lieu sur le mont Crnica,. Par la suite, le lieu des apparitions sera variable : tantôt à l’église, tantôt dans une pièce attenante à la sacristie et, à partir de mars 1985, au presbytère, l’évêque de Mostar ayant interdit toute apparition dans les lieux attenants à l’église. Les lieux des apparitions vont ensuite se diversifier, les voyants affirmant avoir désormais des apparitions individuelles (quotidiennes pour certains, mensuelles ou annuelles pour d’autres). Ces apparitions se produiraient aux endroits où se trouvent les voyants, y compris à l'étranger.

### Contenu des messages
René Laurentin fournit une compilation des messages qu’aurait livrés la Gospa entre 1981 et 1984. Il reste toutefois difficile de se faire une idée précise de leur teneur exacte, les messages semblant avoir fait l’objet de réécritures postérieures à leur enregistrement. En outre, dès l’été 1981 les voyants prétendent avoir des apparitions personnalisées avec des messages différents, ce qui empêche toute comparaison. Certains commentateurs notent toutefois que le contenu des révélations antérieures à 1984 révélerait des aberrations et des erreurs doctrinales qui mettent en doute leur véracité. 
Joachim Bouflet note qu’à plusieurs reprises, la Vierge aurait pris parti en faveur des franciscains de Međugorje dans la querelle qui les oppose à l’évêque de Mostar,, ordinaire du lieu, fait qui ne s’est jamais produit dans une apparition reconnue par l’Église, mais qui a été constaté dans des apparitions non reconnues. Par exemple, le 16 avril 1982, Vicka écrit que la Vierge lui a répondu : « L'Évêque n'agit pas en cela avec Dieu, ni dans la charité, ni dans l'amour de Dieu. Qu'Ivanka et Ivan ne se polarisent pas sur l'Évêque qui les charge d'un grand fardeau pour se débarrasser d'eux. Il a commencé par les plus jeunes et poursuit son plan. Je sais que c'est pour eux un rude coup. (…) Ce que fait l'Évêque n'est pas selon la volonté de Dieu à l'égard d'innocents, sans aucune faute et si blâmés, cela Dieu ne le permettrait pas. (…) ». 
Selon Joachim Bouflet, le message original de Međugorje aurait insisté sur la réconciliation, ce qui revêt une signification particulière compte tenu du fait que les apparitions initiales ont eu lieu à proximité d'un endroit où, au cours de la Seconde Guerre mondiale, plusieurs centaines de personnes ont été massacrées par les oustachis. Les franciscains proches des voyants auraient escamoté cet aspect du message de nature à remettre en cause la conduite d’une partie des membres de leur ordre au cours de la Seconde Guerre mondiale.
Les messages connus depuis 1984 sont axés régulièrement sur les « cinq pierres » de Međugorje qui constitueraient, pour ceux qui les appliquent, un chemin de paix : 
- la prière du chapelet ;
- la lecture de la Bible ;
- le jeûne hebdomadaire le mercredi et le vendredi ;
- la confession mensuelle ;
- la communion quotidienne.

### Les voyants
- Vicka Ivanković-Mijatović (née le 3 septembre 1964 à Bijakovići)
- Mirjana Dragićević-Soldo (née le 18 mars 1965 à Sarajevo)
- Marija Pavlović-Lunetti (née le 1er avril 1965 à Bijakovići)
- Ivan Dragićević (né le 25 mai 1965 à Bijakovici)
- Ivanka Ivanković-Elez (née le 21 juin 1966 à Bijakovići)
- Jakov Čolo (né le 6 mars 1971 à Sarajevo)

Le 14 mai 1988, la sous-commission médicale de la Conférence des évêques de l'ex-Yougoslavie statue ainsi : « À la suite de recherches dans la documentation médicale existante à ce jour, et après des examens effectués sur les personnes suivantes : Vicka Ivanković, Ivan Dragićević, Mirjana Dragićević, Marija Pavlović, Ivanka Ivanković, Jakov Čolo, et selon des critères en usage à la Congrégation pour la Doctrine de la foi, en date du 25 mars 1978 :
1. Toutes les personnes examinées sont psychiquement équilibrées.
2. Il n'existe pas de maladie psychique ou inclination psychopathologique qui auraient pu influencer ce supposé événement surnaturel. Il n'existe pas non plus de psychose ni d'hystérie collective ou d'autres phénomènes de ce genre. »[8].

## Position de l'Église catholique

### Déclarations officielles

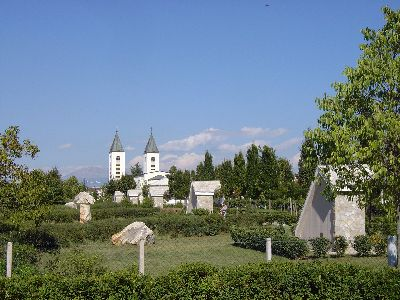
Église de Međugorje et les stations du Rosaire.

Un peu plus de six mois après le début des apparitions supposées, dès le 11 janvier 1982, Pavao Žanić, évêque du diocèse de Mostar, dont dépend Međugorje, crée une commission d'enquête constituée de deux prêtres séculiers et de deux prêtres franciscains. Le 30 octobre 1984, tout en laissant la commission qu'il a créée libre de poursuivre ses recherches, Pavao Žanić exprime dans un premier rapport ses « soupçons » et ses « doutes » sur le caractère surnaturel des faits. Il fait valoir notamment que des prophéties faites par l’apparition ne se sont pas réalisées, que des promesses de guérison n’ont pas été suivies d'effet et que dans un différend ancien et grave entre lui et des Franciscains sanctionnés, l’apparition a encouragé ceux-ci à la désobéissance. Sans doute sur les conseils de la Congrégation pour la doctrine de la foi, Pavao Žanić élargit en janvier 1984 cette commission, en y ajoutant des théologiens de différentes facultés de théologie de Yougoslavie et des experts médicaux.
Ainsi selon René Laurentin, le 24 avril 1986, Pavao Žanić « annonce un jugement négatif sur les apparitions pour le mois de mai, se rend à Rome pour proposer ce jugement à la Congrégation de la foi. Mais le cardinal Ratzinger, l'invite à dissoudre sa Commission et le dessaisit du jugement qui sera transféré à la Conférence épiscopale yougoslave. ». Ce que confirme aussi l'historienne Sylvie Barnay : « Pour la première fois [dans l'histoire des jugements de l'Église sur des apparitions], l'évêque du lieu, seul juge de la décision, a en effet été dessaisi du dossier alors qu'il s'apprêtait à émettre un jugement négatif. »
Cette version contredit le récit de René Laurentin en 1986, dans son livre Dernières nouvelles de Medjugorje - La prolongation des apparitions : « Le 2 mai 1986, l'évêque réunit la commission à l'évêché de Mostar. (…) Après le déjeuner, l'évêque demanda à chacun d'eux un vote secret, appuyé d'un avis motivé d'une page environ. Puis il déclara la commission dissoute. La question est désormais remise à Rome. C'est le 15 mai qu'il devait aller déposer ces documents. Mais, le cardinal Joseph Ratzinger étant absent, ce qu'il a déposé, c'est évidemment le jugement négatif. » . Cela concorde avec le communiqué conjoint du cardinal Kuharić et de l'évêque Žanić en date du 9 janvier 1987. Ce dernier rend dans un premier temps un avis négatif après avoir étudié les faits, puis, comme le prévoient les Normes de 1978 lorsque le phénomène dépasse le cadre du diocèse, l'évêque a fait appel à une commission pour l'aider à étudier davantage les faits. L'évêque étant d'accord, la Congrégation pour la Doctrine de la Foi a été informée de la transmission de l'étude du phénomène à une commission élargie. Elle a également félicité l'évêque pour son travail accompli,.
Le 10 avril 1991 à Zadar, la Conférence des évêques de l'ex-Yougoslavie déclare que « sur la base des investigations effectuées jusqu'ici, il n'est pas possible d'affirmer qu'il s'agisse d'apparitions ou de révélations surnaturelles. »,.
Le 2 octobre 1997, Ratko Perić, qui a succédé à Pavao Žanić comme évêque de Mostar, se fondant sur les enquêtes précédentes et sur la connaissance personnelle qu’il a des voyants et du dossier, prend publiquement une position encore plus négative : Constat de non supernaturalitate ; c’est-à-dire qu'il est établi selon lui que les faits ne sont pas d’origine surnaturelle.
Le cardinal Tarcisio Bertone, rappelant sa lettre envoyée en 1998 en tant que secrétaire de la Congrégation pour la doctrine de la foi à Gilbert Aubry, écrivait récemment : « Ce que Mgr Perić a déclaré dans une lettre au secrétaire général de Famille Chrétienne à savoir que “[sa] conviction et position ne sont pas seulement qu'il n'y a pas vérification de la nature surnaturelle, mais également qu'il y a vérification de la nature non surnaturelle des apparitions ou révélations de Medjugorje”, doit être considéré comme l'expression d'une conviction personnelle de l'évêque de Mostar, lequel a tous les droits, en tant qu'ordinaire du lieu, d'exprimer ce qui est et reste son avis personnel. » Puis il ajoute : « en ce qui concerne les pèlerinages à Medjugorje, qui se déroulent de façon privée, cette Congrégation admet qu'ils sont autorisés à condition qu'ils ne soient pas considérés comme une authentification des événements en cours, lesquels demandent encore un examen de la part de l'Église. »

### Commission d'enquête internationale sur Medjugorje
Le 17 mars 2010, la Salle de presse du Saint-Siège a annoncé, dans un communiqué, la création d'une commission d'enquête internationale sur Medjugorje, sous l'autorité de la Congrégation pour la doctrine de la foi. Présidée par le cardinal Camillo Ruini, elle est composée des cardinaux Jozef Tomko, préfet émérite de la Congrégation pour l'évangélisation des peuples, Vinko Puljic, archevêque de Vrhbosna (Bosnie-Herzégovine), Josip Bozanić, archevêque de Zagreb (Croatie), Julián Herranz, président émérite du Conseil pontifical pour les textes législatifs, Angelo Amato, préfet de la Congrégation pour les causes des saints, Tony Anatrella, Pierangelo Sequeri, professeur de théologie, ainsi que des pères David María A.Jaeger, consulteur du Conseil pontifical pour les textes législatifs, Józef Kijas Zdzisław, rapporteur de la Congrégation pour les causes des saints, Salvatore M.Perrella, professeur de mariologie. En outre, l'abbé Achim Schütz, professeur d'anthropologie théologique, revêt la charge de secrétaire, et Krzysztof Nykiel, official de la Congrégation pour la doctrine de la foi, celle de secrétaire adjoint[réf. nécessaire].
Une première session s'est tenue le 26 mars 2010 et plusieurs experts étaient présents : « L'Abbé Franjo Topic, professeur de théologie (Bosnie-Herzégovine), le P. Mijo Nikic, SJ, professeur de psychologie (Croatie), le P. Mihály Szentmártοni, SJ, professeur de spiritualité (Rome), et Sœur Verónica Nela Gaspar, professeur de théologie (Croatie) ». Selon une déclaration faite le 14 juin 2011 par le cardinal Ruini, la commission d'enquête internationale serait encore loin de pouvoir produire une déclaration autorisée sur les apparitions de Medjugorje.
En février 2012, l'archevêque de Sarajevo et membre de la Commission d'enquête internationale sur Medjugorje, le cardinal Vinko Puljić, a exprimé publiquement que la commission souhaite conclure ses travaux d'ici la fin 2012. Elle soumettra l'ensemble de ses conclusions au pape pour qu'il puisse exprimer son jugement[réf. nécessaire].
Le 17 janvier 2014, la Commission a officiellement terminé son travail, et son rapport a été remis peu après à la Congrégation pour la Doctrine de la Foi.
En juin 2015, le pape François annonce avoir reçu les conclusions de l'enquête. Faisant suite à ces conclusions, il nomme Henryk Hoser au poste d' « envoyé spécial du Saint-Siège pour Medjugorje » le 11 février 2017. Sa mission, exclusivement pastorale, « est d’acquérir des connaissances plus approfondies de la situation pastorale de cette réalité, et surtout, des exigences des fidèles qui se rendent en pèlerinage, et, à partir de cela, suggérer des initiatives pastorales pour le futur ». Hoser n'aura donc pas à traiter des apparitions mariales qui sont de la compétence de la Congrégation pour la doctrine de la foi. Il a clairement indiqué aux fidèles qu'il était chargé d'une enquête pastorale qui ne remet en cause ni la dévotion mariale locale ni le jugement officiel de l'Église sur les apparitions qui reste inchangé depuis la déclaration officielle des évêques de l’ex-Yougoslavie en 1991,. Il dénonce, dans une homélie du 4 juillet 2018 reprise par Vatican Insider, l'infiltration de la mafia à Medjugorje.
Le 13 mai 2017, dans l'avion qui le ramène de Fátima, le pape François évoque les travaux de la commission d'enquête internationale dont il loue le « très bon travail », tout en faisant état des doutes émanant de la Congrégation pour la doctrine de la foi. Il explique qu'il faut distinguer trois choses, à savoir d'une part les premières apparitions aux enfants sur lesquelles l'enquête doit se poursuivre, d'autre part les apparitions actuelles pour lesquelles « l’enquête émet des doutes » et enfin « le fait spirituel et pastoral » au sujet duquel il rappelle qu'il a chargé Henryk Hoser d'enquêter et de lui remettre un rapport.
Le 7 février 2020, David Murgia, journaliste italien à la RAI et à TV2000 (en), ayant eu connaissance du rapport final d'une trentaine de pages, en divulgue sur son blog certains éléments qui sont repris dans la presse italienne,. Le rapport, tenu secret depuis 2014, est publié le 21 février 2020 aux éditions italiennes San Paolo par le journaliste de Famiglia Cristiana, Saverio Gaeta. Selon le rapport publié, dont l'authenticité n'est pas confirmée par le Saint-Siège,, « les sept premières apparitions apparaissent intrinsèquement crédibles », mais la Commission se montre réservée pour les apparitions suivantes, « qui constituent un vrai problème » mettant en doute « la vérité des apparitions répétées à présent de façon programmée ». Le rapport critique également un « rapport ambigu avec l'argent » et « le manque d'accompagnement spirituel et humain » des voyants. La Commission se prononce pour la levée de l'interdiction des pèlerinages et l'encadrement pontifical du sanctuaire. De larges extraits du rapport sont également publiés par David Murgia dans un livre paru le 9 décembre 2021 en Italie : le rapport conclut qu'aucune guérison miraculeuse n'a eu lieu à Medjugorje, mais juge que « l’hypothèse d’une origine démoniaque des débuts du phénomène » est exclue « en raison des fruits positifs du phénomène lui-même ». Sur 487 cas de guérisons présumées déposés dans la paroisse de Saint-Jacques à Medjugorje, les membres de la commission ont sélectionné dix dossiers, parmi lesquels deux avaient une documentation suffisante et ont fait l'objet d'une étude par le conseil médical de la Congrégation pour la Cause des Saints.

### Note du Dicastère pour la Doctrine de la foi
Le 19 septembre 2024, le Dicastère pour la Doctrine de la foi (DDF) publie une note de 18 pages intitulée « La Reine de la paix, note sur l’expérience spirituelle liée à Medjugorje » qui, dans le cadre des nouvelles normes procédurales pour le discernement des apparitions ou révélations présumées, rend un avis positif sur l'expérience vécue par les pèlerins de Medjugorje et se prononce en faveur des messages, avec cependant des réserves sur quelques-uns qui sont jugés problématiques. Le document du DDF, avalisé par le pape François, émet un nihil obstat qui « autorise à adhérer de manière prudente » aux messages de Medjugorje. « Bien que cela n’implique pas une déclaration du caractère surnaturel du phénomène en question, et rappelant que les fidèles ne sont pas obligés d’y croire, le nihil obstat indique qu’ils peuvent recevoir une stimulation positive pour leur vie chrétienne à travers cette proposition spirituelle et autorise le culte public ». Ce jugement constitue, malgré les réserves, le « niveau maximal de reconnaissance » que le Saint-Siège peut prononcer. 
Le préfet du DDF auteur de la note, Víctor Manuel Fernández, indique dans une conférence de presse que les messages attribués à la Vierge devront désormais être relus par un délégué pontifical, Aldo Cavalli, avant publication et être accompagnés d’une note du DDF précisant que les fidèles ont le choix d’y croire ou non,.

### Avis personnels
La position officielle de l'Église catholique concernant les phénomènes de Međugorje se réfère à la déclaration du Dicastère pour la doctrine de la foi de 2024 (voir ci-dessus). La section suivante présente des remarques d'ordre pastoral et des avis personnels de représentants ecclésiastiques.

#### Le pape Jean-Paul II
Selon le Dictionnaire des « apparitions » de la Vierge Marie, le pape Jean-Paul II « a manifesté son désir d'y aller [à Međugorje] et répété son encouragement à s'y rendre ». L'un des prêtres franciscains de la paroisse, Slavko Barbarić, déclare : « Le Vatican ne se prononce pas, et c'est bien normal ; le Pape, lui, est au courant, et très favorable. ». L'abbé René Laurentin affirme en 1986 qu'il a « vu plusieurs fois le Pape. J'ai pu lui remettre mes livres et j'ai su qu'il les avait lus très attentivement l'été 84 puis l'été 85 ».
Daniel-Ange s'interroge : « Pourquoi occulter ce qui, à des centaines d'indices, semble être l'attitude personnelle du Saint Père (des amis polonais demeurés ses intimes me l'ont certifié). ». Cependant, dans une lettre datée du 23 mai 1985, le secrétaire de la Congrégation pour la doctrine de la foi, l'archevêque Alberto Bovone, met en garde l'épiscopat italien sur les pressions exercées par les partisans de Medjugorje : « Finalement, pour éviter l'augmentation de cette propagande […] nous profitons de la circonstance pour aviser l'épiscopat italien de décourager publiquement les pèlerinages au supposé centre des apparitions mentionné ci-dessus ainsi que toute autre forme de publicité, spécialement les éditoriaux. ».
De même, dans une lettre datée du 22 juillet 1998 et adressée à l'un de ses correspondants allemands, le cardinal Joseph Ratzinger, alors préfet de la Congrégation pour la doctrine de la foi, nie catégoriquement ces rumeurs de bienveillance papale : « Je dois vous dire que toutes les déclarations (positives) sur Medjugorje, que certaines personnes attribuent au pape et à moi-même, sont de pures inventions. ».
En 2005, l'éditeur polonais Świat Książki publie la correspondance du pape Jean-Paul II avec ses amis de longue date Zofia et Marek Skwarnicki, dans laquelle on peut lire ce paragraphe à propos de Medjugorje : « Je remercie Zofia pour tout ce qui concerne Medjugorje. Je suis également un pèlerin quotidien là-bas par la prière et je me joins aux prières de tous ceux qui y prient — ou qui entendent l'appel à la prière de ce lieu. Aujourd'hui nous avons une meilleure compréhension de cet appel. Je suis heureux que notre époque ne manque pas d'hommes de prière et d'apôtres. »,
En janvier 2010, Sławomir Oder, chargé de rédiger le dossier en béatification de Jean-Paul II, fait paraître un livre, Pourquoi il est saint, dans lequel il affirme que Jean-Paul II soutenait Medjugorje : « Si je n'étais pas pape, je serais déjà à Medjugorje pour me confesser ». Cette révélation est démentie par un biographe de Jean-Paul II, coauteur avec lui de Dono e mistero et ancien directeur de L'Osservatore Romano, Gianfranco Svidercoschi. Il rappelle que L’Osservatore Romano a choisi de pas accorder une seule ligne à la publication de cet ouvrage et explique que « la phrase sur le désir d'aller à Medjugorje ne peut pas être interprétée comme une approbation des apparitions de Marie aux voyants bosniaques : si Jean-Paul II en avait été convaincu, il les aurait approuvées, ce n'est pas qu'il n'en ait pas eu le temps, ayant régné pendant plus de vingt ans après l'apparition des phénomènes, ni qu'il ait été dans son caractère de ne pas assumer ses responsabilités dans des questions aussi délicates : il suffit de penser à la décision de publier le secret de Fatima. »,,.

#### Le cardinal Joseph Ratzinger
Dans un article du 13 juin 2022 consacré à la suspension par le Saint-Siège des ordinations dans le diocèse de Fréjus-Toulon, le magazine La Vie rapporte le témoignage d'un prêtre présent à une audience donnée par le cardinal Ratzinger, alors préfet de la Congrégation pour la doctrine de la foi : « Au début des années 2000, Mgr Rey a conduit le clergé du diocèse en visite à Rome. Nous avons été reçus par le cardinal Ratzinger, qui, interrogé sur le sanctuaire de Međugorje, l’a décrit comme une vaste entreprise de manipulation. Mais cela n’a pas empêché l’évêque de laisser des prêtres y conduire des pèlerinages… »

#### Les évêques de Mostar

##### Pavao Žanić
Selon René Laurentin, dans un premier temps (juillet-août 1981), l'évêque du lieu, Pavao Žanić, mariologue, s'intéresse au phénomène et interroge les jeunes gens. Il se montre favorable aux apparitions. Avant le 15 août, les autorités du gouvernement sous régime communiste de Bosnie-Herzégovine, le convoquent à Sarajevo. Elles jouent le grand jeu contre lui. L'évêque continue pourtant à défendre courageusement les apparitions contre les calomnies de la presse gouvernementale jusqu’au 1er septembre 1981. S’ensuit alors une période silencieuse où il se fait discret. Ce n’est que dans les premiers mois de 1982 que l’interférence avec la querelle franciscaine retournera Pavao Žanić contre les apparitions. C’est toujours avec respect que les pèlerins allèrent visiter l'évêque à Mostar. Plusieurs voyants ont offert leur vie pour que cesse ce conflit, dans lequel Pavao Žanić avait dû interdire à ses prêtres de s'y rendre ou d'encourager leurs paroissiens. Pavao Žanić décède le 11 janvier 2010.
Le sous-entendu de René Laurentin, qui laisse croire que Pavao Žanić aurait cédé à des pressions du gouvernement communiste yougoslave, a été repris dans un livre publié en 2011 par quatre journalistes qui ont publié des documents déclassifiés de la police secrète yougoslave. Ces documents laissent en outre entendre que l'évêque aurait collaboré avec les services de sécurité. Le journaliste Andrea Tornielli en a également fait état dans un article publié dans La Stampa en août 2011, ce qui a provoqué une réaction du successeur de Pavao Žanić à l'évêché de Mostar, qui a publié sur le site web de l'évêché un clair démenti le 31 décembre 2011. Dans ce document, Peric relève une série d'affirmations inexactes. Il explique ensuite qu'au début des apparitions, son prédécesseur avait un a priori favorable mais qu'il a revu son jugement par la suite en raison de mensonges des voyants et, essentiellement, parce qu'ils expliquaient que la Gospa prenait ouvertement le parti des Franciscains dans le conflit qui les opposait à l'évêque. Il explique par ailleurs que l'attitude de la Sécurité d'État fut à l'exact opposé : alors qu'au début des apparitions elle chercha à intimider les voyants, au fil du temps elle encouragea le phénomène qui attirait de nombreux pèlerins étrangers et permettait donc à l'État d'encaisser des devises étrangères dont il avait grand besoin. Selon Peric, on ne peut exclure que la Sécurité d'État ait cherché à compromettre Pavao Žanić en raison de son opposition de plus en plus affirmée à ce qui se passait à Medjugorje qu'il ne considérait plus du tout comme un phénomène d'origine surnaturelle

##### Ratko Perić
Son successeur, l'évêque Ratko Perić, reste sur cette même position et rappelle régulièrement que les apparitions de Međugorje n'ont jamais été reconnues par l'Église,.
Lors de son homélie prononcée au cours de la messe de confirmation à Međugorje en juin 2006, Ratko Perić résume ainsi sa position : 
« 1 - Medjugorje est une paroisse catholique dans laquelle sont réalisées des activités liturgiques et pastorales comme dans les autres paroisses de ce diocèse de Mostar-Duvno. Et personne, excepté l'Église, n'est autorisé à attribuer le titre formel de "sanctuaire" à ce lieu.
2 - Sur la base des investigations de l'Église sur les événements de Medjugorje, il ne peut pas être affirmé qu'il s'agisse d'apparitions ou de révélations surnaturelles. Ceci signifie que jusqu'à maintenant, l'Église n'a accepté aucune des apparitions comme étant surnaturelle ou mariale.
3 - Les prêtres qui administrent canoniquement cette paroisse de Medjugorje ou ceux qui viennent comme visiteurs ne sont pas autorisés à exprimer leurs opinions privées, si celles-ci sont contraires à la position officielle de l'Église sur les prétendues "apparitions" et "messages", ni pendant les célébrations des sacrements, ni pendant d'autres actes communs de piété, ni dans les médias catholiques.
4 - Les fidèles catholiques sont dispensés non seulement de l'obligation de croire en la vérité des «apparitions», mais ils doivent savoir que les pèlerinages diocésains en provenance d'autres paroisses, qu'ils soient officiels, privés, individuels ou collectifs, ne sont pas autorisées s'ils présupposent l'authenticité des «apparitions» ou s'ils sont organisés pour constituer comme une vérification de telles «apparitions». Celui qui dit le contraire, parle contre l'Église.
5 - Sur la base de ces directives et en tant qu’évêque du lieu je maintiens que concernant les événements de Medjugorje tout au long de ces 25 dernières années, l'Église n'a confirmé aucune «apparition» comme étant authentiquement celle de Notre-Dame. Le fait que pendant ces 25 années on ait parlé de dizaines de milliers d'«apparitions» ne contribue aucunement à montrer l'authenticité de ces événements. Notre Saint-Père actuel que j'ai entendu en audience le 24 février de cette année, a commenté qu'à la Congrégation pour la Doctrine de la Foi ils se sont toujours demandés comment une telle quantité d'«apparitions» pouvait être crédible pour le fidèle catholique. Elles ne nous semblent pas authentiques plus particulièrement lorsque l'on considère qu'on sait à l'avance que ces prétendues "apparitions" vont se produire [...] »,

#### L'archevêque de Sarajevo
Le cardinal Vinko Puljić, président de la Conférence épiscopale de Bosnie-Herzégovine, a donné son avis dans un entretien publié par l'hebdomadaire Oslobođenje en juillet 2009 : « Je pense qu’il faudrait présenter uniquement les faits concernant les phénomènes à Medjugorje, et s'abstenir de formuler des jugements. Lorsqu'il est question de jugement, il faudrait toujours familiariser les gens à nouveau avec la position officielle de l'Église donnée à Zadar le 10 avril 1991 par la Déclaration de la Conférence des évêques de l'ex-Yougoslavie, fondée sur de nombreuses années de recherche, qu'on ne peut pas assurer que ces apparitions et révélations sont surnaturelles avec la réserve qu'il convient de préciser que ces événements n'ont pas encore pris fin et que l'Église n'a pas encore donné un jugement définitif. Nous attendons de nouvelles instructions du Saint-Siège car cela relève de son autorité. Il faut considérer les phénomènes à Medjugorje sous deux aspects : le premier est de nature pastorale: les sacrements, la messe, le repentir, la prière, la proclamation de la Parole de Dieu, la pénitence, etc., qui nécessite une assistance pastorale particulière. Quant à l'aspect des prétendues apparitions et des messages, cela doit être soumis au jugement de l'Église, qui n'est jamais pressée de donner son jugement dans ce type de cas, car elle souhaite mener une démarche approfondie et donner un jugement rigoureux et juste. »,

#### L'archevêque de Vienne
Le cardinal Christoph Schönborn s'est régulièrement exprimé sur la position officielle de l'Église et ce qu'il considère comme « les fruits très nombreux et impressionnants » des apparitions. Lors du IIe Congrès International pour la Nouvelle Évangélisation à Paris en octobre 2004, il réaffirme la position de la Congrégation pour la doctrine de la foi, dont il est membre, qui est le non constat de supernaturalitate : « Ce n’est pas affirmé que cela est surnaturel. Ce n’est pas exclu, ni affirmé : non constat. Ce n’est pas une négation de la surnaturalité, ce n’est pas une affirmation de la surnaturalité. » Il estime que « le jugement définitif de l’Église ne sera certainement pas donné avant que ne cessent les [...] « phénomènes ». Parce que l’Église ne donnera certainement pas un « chèque en blanc » sur des révélations privées éventuellement à venir. » Sur un plan pastoral, il fait le constat personnel que « bon nombre de vocations sacerdotales en Autriche sont passées par Medjugorje » De même, lors de la retraite sacerdotale internationale à Ars en septembre 2009, évoquant la régression du sacrement de réconciliation en Europe, il présente Medjugorje comme « un des hauts lieux de la confession [où] des milliers de personnes se confessent ».
Pour Jean-Marie Guénois « ses quatre jours de « pèlerinage privé » (du 28 décembre au 2 janvier 2010) pourraient être interprétés - en raison de sa dimension publique personnelle - comme une sorte de reconnaissance de la validité de ces "apparitions" » « Même à titre « privé », il est le premier cardinal de ce rang (il figure dans la liste des papabile) et de cette autorité doctrinale (Jean-Paul II et Joseph Ratzinger l'avaient chargé de la rédaction du Catéchisme de l'Église catholique) à se rendre ouvertement sur place. D'autres cardinaux l'avaient fait, mais de façon anonyme ».

#### Le cardinal Saraiva Martins
Le cardinal José Saraiva Martins, recteur de l'Université pontificale urbanienne et ancien préfet de la Congrégation pour les causes des saints s'exprime le 12 janvier 2010 dans une entrevue donnée à Gianluca Barile : « Je ne sais pas si ces apparitions ont été inventées ou si elles assurent des intérêts économiques ; à coup sûr, dans de tels cas, la main du diable peut y être. Mais Dieu est si grand qu’il sait comment faire servir même le mal pour le bien de l’humanité : de cette façon, il est possible d’expliquer les avantages que de nombreuses personnes déclarent recevoir à Medjugorje. », Il rappelle la position de l'Église sur le sujet : « Cela ne fait aucun doute : les apparitions ne devraient pas être considérées comme authentiques, aussi longtemps qu'elles n'ont pas été approuvées par l'Église en la personne du Saint Père. », Il précise la position que doit adopter un pèlerin se rendant à Medjugorje : « Il ne doit pas tenir pour acquis et ne doit pas se convaincre que les apparitions sont authentiques ; par conséquent, il doit s'y rendre pour prier, mais pas pour y reconnaître par sa présence la vérité de phénomènes dont l’approbation dépend uniquement et exclusivement de l'Église, [...] »,. Concernant les conversions et les guérisons qui sont avancées, il indique qu'elles ne constituent « pas un argument suffisant pour évaluer la thèse de l'authenticité des apparitions. Il n'est pas dit que la Madone apparaisse, juste parce que les gens se convertissent dans ce lieu. »,. Sur les voyants eux-mêmes, il fait part de ses réserves : « Comme je l'ai déjà dit, les petits bergers de Fatima se sont faits humbles et ont choisi le silence, à Medjugorje je ne sais pas si c'est ce qui se passe ; sœur Lucie est entrée au cloître, à Medjugorje, aucun n'a choisi la vie consacrée ; la même sœur Lucie a mis par écrit les secrets que lui a confiés Notre-Dame, tandis qu'à Medjugorje ils continuent à les garder pour eux-mêmes. » Il ne décèle « rien de commun entre Fatima et de Medjugorje. »,.

#### Le secrétaire d'État du Saint-Siège
Le cardinal Bertone, secrétaire d'État du Saint-Siège et ancien secrétaire de la Congrégation pour la doctrine de la foi, écrit dans un ouvrage publié en 2007 en italien : « Les déclarations de l'évêque de Mostar reflètent une opinion personnelle, elles ne sont pas un jugement définitif et officiel de l'Église. Tout est renvoyé à la déclaration de Zadar des évêques de l'ex-Yougoslavie du 10 avril 1991, déclaration qui laisse la porte ouverte à de futures enquêtes. Les vérifications doivent donc se poursuivre. Dans l'entre-temps, les pèlerinages privés sont permis avec un accompagnement pastoral des fidèles. Finalement, tous les pèlerins catholiques peuvent se rendre à Medjugorje, lieu de culte marial où l'expression de toutes les formes de dévotions est possible. » 

#### L'évêque exorciste d'Isernia-Venafro
Andrea Gemma est évêque émérite du diocèse d'Isernia-Venafro, dans la région Molise (Italie) (retiré le 5 août 2006). Comme tous les évêques du monde, il a mission d'exorciste. Interrogé par le quotidien en ligne Petrus, le 6 mai 2008, il déclare : « C'est un phénomène absolument diabolique, autour duquel gravitent de nombreux intérêts souterrains. La Sainte Église, la seule à avoir son mot à dire par la bouche de l'Évêque de Mostar, a déjà déclaré publiquement, et officiellement, que la Vierge n’est jamais apparue à Medjugorje et que toute cette imposture est l'œuvre du Démon. »,. Il déplore à plusieurs reprises le mercantilisme qui gravite autour du phénomène : « À Medjugorje tout se passe en fonction de l'argent : pèlerinages, nuitées, ventes de gadgets », « Les faux voyants et leurs assistants se remplissent les poches »,, critique sévèrement les voyants : « Ils sont désobéissants envers l'Église, ils auraient dû se retirer dans la vie privée au lieu de continuer à propager leurs mensonges dans un but lucratif, faisant le jeu du diable ! », « les imposteurs de Medjugorje continuent à vivre confortablement dans le monde sans montrer aucun type d'amour, ni pour Dieu ni pour l'Église », et rappelle la position de l'Église catholique : « Comme je l'ai mentionné précédemment, le Vatican a interdit les pèlerinages de la part des prêtres dans ce lieu et a déjà parlé par la bouche des deux Évêques successifs au cours des années récentes à Mostar, Mgrs Zanič et Perić, avec lesquels j'ai personnellement parlé et qui m'ont toujours exprimé leurs doutes. (…) La vérité c'est que lorsque l'Évêque de Mostar parle, l'Église du Christ parle à travers lui, qui s'exprime avec l'autorité conférée par le Vatican, dont nous devons tenir compte. »,.

#### Le mariologue Manfred Hauke
Manfred Hauke (de) est membre de l'Académie pontificale mariale internationale, président de la Société allemande de mariologie et professeur de dogmatique à la Faculté de théologie de Lugano. Dans un entretien accordé en août 2018 au journal catholique allemand Die Tagespost, il déplore que la commission présidée par le cardinal Ruini, chargée de se prononcer sur les phénomènes de Medjugorje, n'ait pas pris connaissance des transcriptions des entretiens enregistrés sur cassette aux premiers jours des apparitions entre les voyants et les franciscains de Medjugorje, ces transcriptions n'étant disponibles alors qu'en anglais et en français,.
Dans une étude publiée en 2018 par la Revue théologique de Lugano, Manfred Hauke a étudié en détail ces transcriptions qui consignent les propos des voyants entre le 27 et le 30 juin 1981 et une partie du journal personnel de la voyante Vicka Ivanković couvrant la période du 24 juin au 6 septembre 1981. À l'analyse de ce matériau historique, il considère qu'il est impossible, comme le fait la commission Ruini, de limiter le phénomène originel aux sept premières apparitions durant les dix premiers jours. En effet, il dénombre durant cette période dans les témoignages des voyants 17 ou 18 apparitions. Questionnant leur origine surnaturelle, il note un certain nombre de points problématiques : dans les enregistrements sur cassette les voyants déclaraient le 30 juin 1981 que "la Gospa" leur avait annoncé qu'elle apparaîtrait seulement encore trois jours, or les apparitions se poursuivent au-delà du 3 juillet, ce qui aux yeux du théologien constitue une « fausse prophétie ». Par ailleurs, on ne distingue pas de message particulier dans les déclarations des voyants aux premiers jours de l'apparition. « Ce n'est que plus tard que la "Gospa" a diffusé une quantité interminable de "messages". »
Manfred Hauke relève aussi un certain nombre d'aspects insolites dans les témoignages immédiats des voyants, absents selon lui dans les apparitions mariales authentiques : le tremblement des mains de l'apparition qui couvre et découvre l'enfant qu'elle tient ; sa disparition répétée lorsque son voile est "piétiné" ; la couleur grise de la robe sans ceinture ; la dissimulation des pieds ; l'impression de toucher de l'acier à son contact ; l'évanouissement de trois voyants quand ils l'aspergent d'eau additionnée de sel bénit ; leur course extatique du 25 juin à travers la montagne (qui évoque des faits observés dans les apparitions mariales de Garabandal, non reconnues par l'Église catholique, et dans des cas de possession diabolique). Manfred Hauke conclut, à la suite du religieux français François-Marie Velut (Michel de la Sainte-Trinité) et de l'expert anglais de la mariophanie, Donal Anthony Foley, que « de la phénoménologie de l'apparition elle-même émergent également des aspects très étranges qui, mis ensemble, paraissent indiquer une présence préternaturelle (c'est-à-dire démoniaque) »,.

#### Le pape François
Le 13 mai 2017, alors qu'il évoque devant la presse l'enquête de la commission internationale, le pape François déclare au sujet des apparitions qui se poursuivent : « sur les présumées apparitions actuelles, l’enquête émet des doutes. Moi-même je serais plus méchant : je préfère la Madone mère, plutôt que la Madone chef de bureau qui envoie des messages tous les jours. Cette femme n’est pas la mère de Jésus ». D'autre part, sur le plan spirituel et pastoral, le pape reconnaît qu’« il y a des gens qui se rendent là-bas et qui se convertissent, des gens qui rencontrent Dieu et changent de vie ». « On ne peut pas nier ce fait spirituel et pastoral ».
Le 12 mai 2019, Henryk Hoser et la nonciature apostolique (en) à Sarajevo font savoir que le pape François autorise désormais l’organisation de pèlerinages diocésains et paroissiaux à Međugorje, afin de mieux encadrer l’important flux de pèlerins, sans que cela signifie la reconnaissance des apparitions,,.

## Controverses

### Le «cas d'Herzégovine»
Souhaitant résoudre un litige entre les franciscains et le clergé diocésain au sujet des charges pastorales dans les paroisses d'Herzégovine, la Congrégation pour l'évangélisation des peuples a publié un décret en 1975 ordonnant le transfert de la charge pastorale au clergé séculier des paroisses de Blagaj, Jablanica, Ploče, Nevesinje, Čapljina, Humac, ainsi qu'une partie de Mostar. Ce décret prend aussi en considération le contexte historique de la présence franciscaine dans la région : « Dans ces régions, aux témoins d'une grande foi, où ce feu que le Christ a apporté sur la terre est toujours resté vivant malgré d'importantes épreuves et ceci, plus particulièrement, grâce au zèle fort louable et à l'esprit apostolique des franciscains, qui durant tant d'années ont souffert d'une misère considérable, et ont contribué à ce que le royaume du Christ se répande et s'affermisse dans ce peuple. »,.
Le litige n'est pas encore entièrement résolu comme en témoigne une récente homélie de Ratko Perić : « [...] quelques prêtres, qui ont été exclus de l'ordre franciscain o.f.m. par les autorités supérieures de l'ordre en raison de leur désobéissance au Saint-Père, ont gardé de force et depuis des années plusieurs églises et cures paroissiales avec leur inventaire d'église. Dans ces paroisses, ils agissent non seulement illégalement, mais confèrent les sacrements d'une manière sacrilège, dont certains d'une manière invalide même, tels que la confession et la confirmation ou ont participé à la célébration de mariages invalides. »,
Pour la paroisse de Medjugorje, la situation reste inchangée depuis sa fondation en 1892. La légitimité de sa charge pastorale confiée aux franciscains n'a jamais été remise en cause, et aucun des évêques successifs n'a demandé que Medjugorje soit transféré à la charge du clergé séculier,,

### Conflit avec l'évêque concernant les phénomènes de Medjugorje
Les relations sont devenues de plus en plus difficiles entre l'évêché, seule autorité valable dans la hiérarchie catholique locale, et l'ordre des Franciscains. L'évêché de Mostar a interdit en juin 2009 que ce lieu soit qualifié de « sanctuaire ». Les autorités diocésaines interdisent notamment aux Franciscains de diffuser les messages des prétendues visions et de les commenter.

### Reconnaissance du statut de sanctuaire
Selon le code canonique, Medjugorje n'est pas un sanctuaire. En effet, celui-ci prévoit :
- « Can. 1230 - Par  sanctuaire on entend une église ou un autre lieu sacré où les fidèles  se rendent nombreux en pèlerinage pour un motif particulier de piété avec l'approbation de l'Ordinaire du lieu. »
- « Can. 1231 - Pour qu'un sanctuaire puisse être appelé national, il faut l'approbation de la conférence des Évêques; pour qu'il puisse être dit international, l'approbation du Saint-Siège est requise. »
- « Can. 1232 - § 1. L'Ordinaire du lieu est compétent pour approuver les statuts des sanctuaires diocésains; la conférence des Évêques pour les statuts des sanctuaires nationaux et le Saint-Siège seul pour ceux des sanctuaires internationaux. § 2. Les  statuts détermineront surtout les buts du sanctuaire, l'autorité du recteur, la propriété et l'administration des biens. »[67].

Franjo Kuharić, à l'époque archevêque de Zagreb et président de la Conférence épiscopale de Yougoslavie, déclara en 1993 en interprétant la Déclaration de Zadar : « Nous, évêques, après trois ans d’études effectuées par la Commission, avons accepté Medjugorje comme lieu de pèlerinage, comme sanctuaire. Cela signifie que nous n’avons rien contre, si quelqu’un vénère la Mère de Dieu à la manière et en accord avec l’enseignement de l’Église et avec la foi [...] ». Toutefois, la conférence des Évêques n'a pas confirmé officiellement que Medjugorje est un sanctuaire national et la Déclaration de Zadar n'en fait pas mention.
L'évêque Ratko Perić écrit en 1995 : « Ni l'évêque du lieu, en tant que supérieur du diocèse local et de l’Église de Mostar-Duvno, ni aucune instance compétente, n’ont jusqu’à présent officiellement déclaré l’église paroissiale de Medjugorje dédié à saint Jacques l’apôtre, comme sanctuaire marial. Personne n’a approuvé le « culte » de la Gospa fondé sur les prétendues apparitions. Au contraire, à cause de la contestabilité, il a, à plusieurs reprises, interdit de parler de la nature surnaturelle des « apparitions et révélations » depuis l’autel, dans l’église, et d’organiser des pèlerinages officiels au nom des paroisses, des diocèses, et au nom de l’Église en général. Notre ancienne Conférence épiscopale et le Saint Siège lui-même ont publié ces mises en garde et d’autres semblables. Celui qui agit contrairement agit directement contre les positions officielles de l’Église qui, après 14 ans de prétendues apparitions et malgré la propagande commerciale bien développée, demeurent valides dans l’Église. ».
Dans une lettre en date du 23 mars 1996, le cardinal Bertone répond, en tant que secrétaire de la Congrégation pour la doctrine de la foi, aux interrogations de l'évêque de Langres, Taverdet, sur « la position actuelle de l'Église en ce qui concerne les présumés "apparitions à Medjugorje" et s'il était permis aux fidèles catholiques de s'y rendre en pèlerinage. ». Il rappelle ainsi la déclaration de Zadar et précise « qu'il n'est pas permis d'organiser des pèlerinages officiels à Medjugorje entendu comme lieu d'apparitions authentiques, que ce soit au niveau paroissial ou diocésain, car cela serait en contradiction avec ce que les évêques de l'ex-Yougoslavie ont affirmé dans la Déclaration ci-dessus mentionnée. ». Il confirme ainsi que le Saint-Siège n'a pas donné d'approbation au statut de sanctuaire international.
Le 12 mai 2019, la Salle de presse du Vatican annonce que l'organisation de pèlerinages est autorisée par le Saint-Siège. Le communiqué indique : « Étant donné le flux notable de personnes qui se rendent à Medjugorje et les abondants fruits de grâce qui en ont découlé, une telle disposition s’insère dans l’attention pastorale particulière que le Saint-Père a voulu donner à cette réalité, destinée à favoriser et à promouvoir les bons fruits.» « Ceci en ayant toujours soin d’éviter que ces pèlerinages soient interprétés comme une authentification des évènements connus, qui demandent encore d’être examinés par l’Église. Il faut donc éviter que de tels pèlerinages créent toute confusion ou ambiguïté sur l’aspect doctrinal. Cela concerne aussi les pasteurs de tous ordres et rangs qui ont l’intention de se rendre à Medjugorje et d’y célébrer ou concélébrer, y compris de manière solennelle. »

### Jozo Zovko
Le père Jozo Zovko est interdit de sacrements et suspendu par ses supérieurs le 14 juin 1994. Malgré les rappels à l'ordre de sa hiérarchie,, il passe outre cette décision, conforté par les messages qu'aurait adressés, en ce sens, la Vierge aux voyants. En 2008, le provincial des Franciscains d'Herzégovine a finalement accepté de le déplacer dans un autre lieu.
Ces actes contribuent à jeter le trouble sur l'authenticité des apparitions car ils contredisent certains éléments rapportés dans la Chronique paroissiale concernant Jozo Zovko : « Jakov et Vicka ont dit qu'ils ont vu Notre-Dame et le frère Jozo. Frère Jozo était joyeux. Les enfants ont vu le tribunal et une personne importante au milieu (probablement le juge principal). Notre-Dame leur a dit que le procès n’est pas terminé, et qu'il continue. Elle a dit également qu'ils ne le (frère Jozo) jugeront pas sévèrement et de ne pas s'inquiéter pour lui, car il est un saint, comme elle leur avait déjà dit auparavant. Elle a dit aussi que frère Jozo souhaite que les enfants persévèrent dans la prière. »,

### Tomislav Vlašić
Le prêtre franciscain Tomislav Vlašić, qui a été durant plusieurs années le directeur spirituel des six voyants de Medjugorje et qui a déjà fait l'objet d'une sanction en 2008, est renvoyé de l'état clérical par le pape Benoît XVI. Tomislav Vlašić est accusé d'« immoralité sexuelle » et de « manipulation des consciences ». De plus, il doit se soumettre à un certain nombre de restrictions sous peine d'excommunication. Cette situation est en contradiction avec les déclarations qu'aurait tenues la Vierge, selon les voyants de Medjugorje, à propos de Vlašić, tels que « Remerciez Tomislav [Vlašić], qui vous guide si bien ! » (message du 28 février 1982), « Tomislav [Vlašić] a bien commencé, qu'il continue ! Il est sur la bonne voie. » (septembre 1983). Enfin, lui-même se présente comme « Celui qui, par la divine Providence, dirige les voyants de Medjugorje ». Tomislav Vlašić est finalement excommunié par un décret de la Congrégation pour la doctrine de la foi du 15 juillet 2020.

### René Laurentin
Spécialiste dans l'étude des apparitions mariales, René Laurentin a cessé d'écrire à propos de Međugorje à la suite d'une requête en ce sens de l'évêque de Mostar en 1998. Par ailleurs, il a déclaré à un journaliste italien en juillet 2008 : « Je réitère le point précédent : je n'ai jamais exprimé d'opinion sur l'authenticité ou non des apparitions [à Međugorje]. », ainsi qu'à Francesco Dal Mas quelques années plus tôt : « Je suis tenu par une certaine réserve [concernant Međugorje], suite aux dispositions qui m'ont été ordonnées. Je n'ai jamais dit que la Vierge y est réellement apparue. Mais je peux certifier d'un certain nombre de signes positifs et négatifs (comme à Lourdes, d'ailleurs). Parmi les signes positifs il y a sans doute la liturgie à Medjugorje et les fruits vraiment extraordinaires des confessions et des conversions. »,

### Jugement sur la rectitude de la vie morale des voyants
Selon Adriana Dias Lopes du magazine Veja, les voyants se sont considérablement enrichis grâce aux nombreuses conférences, produits dérivés et spectacles autour de Medjugorje.

### Lucie de Fatima et Medjugorje
Selon les partisans des apparitions, la voyante sœur Lucie de Fatima parlait avec la Vierge Marie de ses visites à Medjugorje. Cette information est relayée dans une vidéo parue en 2005, Medjugorje, continuation de Fatima, par une religieuse de la Communauté des Béatitudes et fondatrice de l'association Les Enfants de Medjugorje, sœur Emmanuel Maillard. Dans son livre, Medjugorje, les années 1990 - Le triomphe du cœur, sorti en 1995, elle écrivait : « Et comment ne pas évoquer ici le bonheur de sœur Lucie elle-même, qui n'a jamais cessé de voir la Vierge depuis 1917 et à qui Marie parle aujourd'hui… de ce qu'elle fait à Medjugorje. ».
Cette rumeur fait l'objet en 1998 de deux démentis de la part du père Luciano Cristino, directeur des études et de l'office de diffusion du sanctuaire de Fatima : « L'affirmation selon laquelle Notre-Dame de Fatima "parle à sœur Lucie de ce qu'elle fait à Medjugorje" est tout à fait fausse. » ainsi que de la prieure du carmel de Coïmbra et supérieure de sœur Lucie, sœur Inacia de Carmo : « Au sujet de Medjugorje, sœur Lucie ne dit rien ni pour ni contre, parce qu'elle pense, à juste titre, qu'elle n'est pas compétente en la matière. ».

### Pèlerinage du cardinal Schönborn
Le déplacement du cardinal Christoph Schönborn, archevêque de Vienne, du 28 décembre au 2 janvier 2010, vient alimenter la polémique sur les prétendues apparitions de Medjugorje. Dans un communiqué du 3 janvier, l'évêque du lieu, Ratko Perić, estime que sa visite « pourrait apparaître comme un soutien à un grand nombre de nouvelles communautés et associations religieuses désobéissantes de Medjugorje, qui peuvent lire dans la visite du cardinal un encouragement à leur désobéissance » et « ajoute aux tourments déjà existants de l'Église locale de nouveaux tourments qui ne contribuent pas à sa paix indispensable et à son unité ». Le lendemain, le cardinal justifie sa visite en rappelant qu'elle revêtait un caractère de pèlerinage privé et qu'il souhaitait « voir le lieu à l'origine de beaucoup de fruits positifs » où il désirait « avant tout prier ». Après avoir été reçu en audience privée par Benoît XVI le 15 janvier, le cardinal, dans une lettre d'excuses adressée à l'évêque, regrette que son pèlerinage ait pu « donner l'impression de nuire à la paix » en précisant que ce n'était « pas [son] intention ».

### Filmographie
- 1995 : Gospa (récit des apparitions), film américano-croate, avec Martin Sheen et Michael York
- 2005 : Les Voyants de Međugorje : au banc d'essai de la science, film documentaire de Michael Mayr réalisé par Martin Auer